# Füzi Izabella
Füzi Izabella (Kézdivásárhely, 1976. április 3. —) filmesztéta, a Szegedi Tudományegyetem Bölcsészettudományi Kar Vizuális Kultúra és Irodalomelmélet Tanszék docense, a Magyar Filmtudományi Társaság elnöke.

## Élete és munkássága
1996-ban érettségizett a kézdivásárhelyi Bod Péter Tanítóképző tanítványaként. Diplomáját 1999-ben szerezte a Babeș–Bolyai Tudományegyetem magyar nyelv és irodalom szakán. Tanulmányait az SZTE BTK Irodalomtudományi Doktori Iskolájának hallgatójaként folytatta, ahol 2004-ben Odorics Ferenc témavezetésével szerzett doktori fokozatot. 2020-ban habilitált.
2000 óta oktat a Szegedi Tudományegyetemen: először az Összehasonlító Irodalomtudományi Tanszéken, később a Modern Magyar Irodalom Tanszéken, majd a Vizuális Kultúra és Irodalomelmélet Tanszéken, ahol a filmelmélet és filmtörténet program, valamint a filmtudomány mesterszak felelőse. Az Apertúra folyóirat alapító felelős szerkesztője 2005-től.
Kutatásai a filmi és irodalmi történetmondás komparatív vizsgálatát, a medialitás, a nézői szubjektum megalkotottságának filmelméleti kérdését, valamint a mozgóképfogalom és -használat változásainak történeti vizsgálatát foglalják magukban. 

## Publikációi
Számos publikáció szerzője, melyek elérhetőek a Magyar Tudományos Művek Tára adatbázisában.
Önálló és társszerzős kötetei: 
- Füzi Izabella; Török Ervin: Bevezetés az epikai szövegek és a narratív film elemzésébe. Szeged, Bölcsész Konzorcium HEFOP iroda (2006) ISBN: 9639704474
- Füzi Izabella: Retorika, nyelv, elmélet. Szeged, JATEPress (2009) ISBN: 9789634829959
- Füzi Izabella: A vurstlitól a moziig: a magyar vizuális tömegkultúra kibontakozása (1896-1914). Szeged, Pompeji Alapítvány (2022) ISBN: 9789638900067
- Füzi Izabella: Mozgókép és mobilitás: történeti katalógus -- Pokretne slike i mobilnost : istorijski katalog -- Moving images and mobility : a historical catalogue. Szeged, Agora Alapítvány a Társadalomkutatásért (2022) ISBN: 9786150147765